# Hydaticus philippensis
Hydaticus philippensis är en skalbaggsart som beskrevs av Wehncke 1876. Hydaticus philippensis ingår i släktet Hydaticus och familjen dykare. Inga underarter finns listade i Catalogue of Life.